# Kviteseid
Kviteseid è un comune norvegese della contea di Telemark.

## Storia

### Simboli
Lo stemma di Kviteseid è stato concesso il 27 novembre 1987.
La figura nello scudo riproduce una serratura risalente al 1350, a ricordare l'antica tradizione locale di produzione di serrature.